# Phineas Fisher
Phineas Fisher (també conegut com a Phineas Phisher, Subcowmandante Marcos) és un hacktivista no identificat i autoproclamat revolucionari anarquista. Entre els seus atacs informàtics s'inclouen l'empresa de vigilància Gamma International, Hacking Team, el Sindicat Mossos d'Esquadra (SME) i el partit governant turc Partit de la Justícia i el Desenvolupament. Dades i informació dels atacs va ser posteriorment publicada a WikiLeaks.
Típicament, cada atac públic és seguit d'un comunicat que conté informació sobre la bretxa de seguretat, informació tècnica en format de guia, art ASCII, poesia i propaganda d'esquerres i anarquista.

## Atacs

### Atac a Gamma International
El 2014, Gamma International, més coneguda pel FinFisher, va ser atacada i es va publicar una filtració de 40 gigabytes d'informació que detallava les llistes de clients de Gamma, llistes de preus, codi font, detalls sobre l'eficàcia del programari maliciós FinFisher, documentació d'usuari i de suport i una llista de classes/tutorials. Mesos després, Fisher va publicar el primer document de la sèrie HackBack! anomenat HackBack!: DIY Guide for those without the patience to wait for whistleblowers (Guia DIY pels que no tenen paciència per esperar els alertadors), on reclamava la responsabilitat de l'atac a Gamma International i donava instruccions detallades per a principiants sobre com repetir atacs similars, amb la intenció d'"Informar-vos i inspirar-vos a sortir i hackejar merdes".
Després de la publicació, WikiLeaks la va tornar a publicar com a part de SpyFiles 4.

### Atac a Hacking Team
El 2015, Fisher va afirmar haver vulnerat amb èxit Hacking Team. En el comunicat, que aquesta vegada es va publicar en castellà, Fisher va afirmar haver penetrat a la xarxa a través d'un exploit de dia zero d'un error trobat en un dispositiu de xarxa incrustat SonicWall SSL-VPN. L'exploit va ser posteriorment corregit per SonicWall abans que fos fet públic per l'investigador de seguretat i exmembre de LulzSec Darren 'Pwnsauce' Martyn, qui va declarar: "L'única recomanació que tinc si utilitzeu aquests productes és desconnectar-los, ruixar-los amb querosè i calar-los foc. És l'única manera d'estar segur d'alguna cosa aparentment desenvolupada amb aquest nivell de negligència."
Després de la publicació dels arxius, WikiLeaks va tornar a publicar els correus electrònics de Hacking Team.

### Atac al sindicat dels Mossos d'Esquadra
El 15 de maig de 2016, Phineas Fisher va vulnerar i filtrar dades del Sindicat Mossos d'Esquadra (SME). Fisher va pujar un vídeo de l'atac a YouTube i un enllaç a una memòria cau de dades personals d'agents com noms complets, adreces, comptes bancaris i números de telèfon de més de cinc mil agents, una quarta part del total del cos. El conseller d'Interior, Jordi Jané i Guasch, va declarar que la filtració "no compromet la feina ni les investigacions dels agents, però sí que compromet la seva privacitat".
Fisher va pujar un vídeo de trenta-nou minuts a YouTube després de l'atac. El vídeo mostra l'atacant sondejant un lloc web de l'SME amb eines de codi obert disponibles públicament abans d'utilitzar una Injecció SQL per bolcar les dades. Mentre l'atacant espera, mostra a l'espectador imatges de persones que presumptament han estat víctimes de brutalitat policial dels Mossos, com una dona que va perdre un ull a la vaga general de Barcelona de 2012. El vídeo té una banda sonora temàtica al voltant de l'antipolicia i hip-hop obertament 'revolucionari' en anglès i castellà.

#### Detencions
A principis de gener de 2017, els Mossos, juntament amb la Policia Nacional, van fer una batuda i van detenir almenys quatre persones, inclosa una a Salamanca i dues al barri de Sants de Barcelona, sota sospita de l'atac al SME. Poques hores després que les batudes fossin informades a la premsa espanyola, Vice Motherboard va afirmar que havien estat en contacte amb una adreça de correu electrònic prèviament associada a Fisher, qui va afirmar estar lliure en el moment del contacte.

### Atac a l'AKP
El 2016, Fisher va reivindicar la responsabilitat de vulnerar les xarxes del partit governant turc Partit de la Justícia i el Desenvolupament (AKP) i robar centenars de milers de correus electrònics i altres arxius en solidaritat amb el moviment kurd a Rojava i al Bakur. El conjunt de dades, que es va conèixer com Els correus de l'AKP, està arxivat a WikiLeaks. Wikileaks va causar problemes a Fisher després que l'organització publiqués els correus de l'AKP tot i que Fisher els havia indicat que no ho fessin, deixant potencialment vulnerables detalls operatius i personals. Fisher també va acusar Wikileaks de dir que sabien que els correus eren "correu brossa i porqueria".
El 21 de juliol, WikiLeaks va piular un enllaç a una base de dades que contenia informació sensible, com el Número d'Identificació Turc, d'aproximadament 50 milions de ciutadans turcs. La informació no es trobava als arxius pujats per WikiLeaks, sinó en arxius descrits per WikiLeaks com "les dades completes dels correus de l'AKP de Turquia i més", que van ser arxivats per Emma Best, qui després els va eliminar quan es van descobrir les dades personals.
La majoria d'experts i comentaristes coincideixen que Fisher va estar darrere de l'atac.

### Atac al Cayman Island National Bank and Trust
El novembre de 2019, DDoSecrets va publicar més de 2 terabytes de dades del Cayman Island National Bank and Trust, anomenats els arxius Sherwood. Els arxius van ser proporcionats per Phineas Fisher, qui prèviament havia estat responsable de l'atac i posterior publicació de documents i correus electrònics de Gamma Group i Hacking Team. Els arxius incloïen llistes dels clients políticament exposats del banc i es van utilitzar per a estudis sobre com les elits utilitzen la banca offshore. La filtració va portar a almenys una investigació governamental.

## Recompensa per errors
En el comunicat de Fisher sobre l'atac al banc de les Caiman de 2019, Hackback! Una guía DIY para robar bancos, Fisher va oferir als furoners fins a 100.000 dòlars en criptomonedes Bitcoin o Monero per dur a terme actes de hacktivisme que portessin a la divulgació pública de documents, anomenant-ho el "Programa de Caça d'Errors Hacktivista". En el comunicat, Fisher afirma que "aquest programa és el meu intent de fer possible que els bons furoners es guanyin la vida de manera honesta revelant material d'interès públic, en lloc d'haver de vendre el seu treball a les indústries de la ciberseguretat, el cibercrim o els negocis", i cita exemples d'empreses a atacar com les indústries extractives a Amèrica Llatina, contractistes militars privats incloent Blackwater i Halliburton i operadors de presons privades com GEO Group i CoreCivic.

### MilicoLeaks
El 2020, Fisher va afirmar haver pagat 10.000 dòlars del "Programa de Caça d'Errors Hacktivista" a un furoner anònim que va filtrar més de dos gigabytes de correus electrònics i documents de diversos comptes de correu pertanyents a personal militar de Xile. L'arxiu va ser anomenat MilicoLeaks per Distributed Denial of Secrets. El conjunt de documents incloïa més de tres mil correus electrònics i mil documents, alguns relacionats amb "intel·ligència, finances i relacions internacionals". L'exèrcit xilè va confirmar la bretxa en un comunicat oficial a través de Twitter.

## Identitat
La identitat de Phineas Fisher és actualment desconeguda. Fisher ha estat acusat de ser un agent de desinformació rus pel periodista tecnològic Joseph Menn en el seu llibre Cult of the Dead Cow: How the Original Hacking Supergroup Might Just Save the World. El llibre també afirma que aquesta és la suposició del departament d'estat, citant James Lewis. acusacions que Fisher va negar rotundament i Vice Motherboard va afirmar, a partir d'una font, que "el govern dels EUA està convençut que Phineas Fisher és, de fet, un hacktivista."
Fisher ha emès comunicats que fan referència a l'anarquisme, com l'Exèrcit Zapatista d'Alliberament Nacional, i s'ha autodenominat 'anarquista-revolucionari'. Phineas també ha concedit una entrevista a Blackbird del Col·lectiu d'Extreballadors de CrimethInc, un col·lectiu de mitjans anarquista amb seu principalment a les Amèriques. El nom "Phineas Fisher" és un joc de paraules amb el nom del programari maliciós FinFisher desenvolupat per Gamma International. "Subcowmandante Marcos" és un joc de paraules amb l'antic portaveu de l'Exèrcit Zapatista d'Alliberament Nacional, el Subcomandant Marcos. El comunicat de l'atac al Cayman National Bank presentava art ASCII d'una vaca amb una pipa que recorda una famosa imatge de Marcos.